# Конвой H-2
Конвой H-2 — японський конвой часів Другої світової війни, проведення якого відбувалось у жовтні 1943-го.
H-2 належав до серії конвоїв, які в 1943—1944 роках ходили між важливим транспортним хабом у Манілі та островом Хальмахера зі складу Молуккського архіпелагу (північний схід Нідерландської Ост-Індії), який, зокрема, відігравав важливу роль у постачанні японських сил на заході Нової Гвінеї.
До складу конвою увійшли транспорти «Вакацу-Мару», «Гамбург-Мару», «Суец-Мару» та «Юбає-Мару» (Yubae Maru), які перевозили 14-й, 15-й та 108-й польові загони аеродромного будівництва. Охорону забезпечував патрульний корабель PB-103.
12 жовтня 1943-го загін вийшов з Маніли, при цьому якийсь час його також супроводжував переобладнаний сітьовий загороджувач «Корей-Мару». 14 жовтня конвой досягнув порту Себу на однойменному острові в центральній частині Філіппінського архіпелагу, де затримався майже на два тижні та частково розвантажився. Водночас PB-103 15 жовтня полишив Себу та повернувся до Маніли.
27 жовтня 1943-го транспорти рушили з Себу на південь, при цьому в морі Сулавесі їх узяв під охорону мінний загороджувач «Вакатака», що 27 жовтня вишов з Амбону (південна частина Молуккського рахіпелагу).
Хоча маршрут конвою пролягав через кілька районів, де традиційно патрулювали ворожі підводні човни, цього разу операція пройшла без інцидентів і 29 жовтня японський загін досягнув затоки Кау на острові Хальмахера.
Можливо відзначити, що в листопаді три з чотирьох транспортів конвою H-2 рушили до новогвінейської бази Манокварі (північно-східне узбережжя півострова Чендравасіх).